# ATP Saragossa
Das ATP-Turnier von Saragossa (offiziell Torneo Ciudad de Zaragoza) war ein Herren-Tennisturnier, das in den Jahren 1993 und 1994 in der spanischen Stadt Saragossa in Aragonien ausgetragen wurde. Gespielt wurde auf Teppichbelag in der Halle.

## Geschichte
Das Turnier lief bis zu seiner Einstellung im Rahmen der ATP World Series, der Vorgängerserie der ATP Tour 250. Es folgte auf ein Challenger-Turnier an selber Stelle, das bis 1992 ausgetragen wurde. Danach wurde es vom Turnier in St. Petersburg abgelöst.
Austragungsstätte war die Mehrzweckhalle Pabellón Príncipe Felipe.

## Siegerliste
Weder im Einzel noch im Doppel ist es einem Spieler gelungen, beide Austragungen des Turniers zu gewinnen. Allerdings hat Karel Nováček 1993 sowohl im Einzel als auch im Doppel siegen können und ist somit einziger mehrfacher Titelträger.

### Einzel
| Jahr | Sieger         | Finalgegner    | Finalergebnis |
| ---- | -------------- | -------------- | ------------- |
| 1994 | Magnus Larsson | Lars Rehmann   | 6:4, 6:4      |
| 1993 | Karel Nováček  | Jonas Svensson | 3:6, 6:2, 6:1 |

### Doppel
| Jahr | Sieger                    | Finalgegner               | Finalergebnis |
| ---- | ------------------------- | ------------------------- | ------------- |
| 1994 | Henrik Holm Anders Järryd | Martin Damm Karel Nováček | 7:5, 6:2      |
| 1993 | Martin Damm Karel Nováček | Mike Bauer David Rikl     | 2:6, 6:4, 7:5 |